# Keiko Ichiguchi
Keiko Ichiguchi (市口桂子), née le 19 décembre 1966 à Osaka, est une mangaka japonaise, auteur de shōjo manga. Elle vit et travaille à Bologne, en Italie.

## Biographie
Adolescente, elle est férue de manga, particulièrement de shōjo, et est une inconditionnelle de Ryoko Takahashi. Elle dessine pour son plaisir, et publie régulièrement ses productions dans des fanzines (notamment quelques one-shots de Captain Tsubasa).
Après avoir remporté, en 1988, le prix « jeunes talents » de la maison d'édition Shogakukan (ce qui lui permet de financer un voyage en Italie), Keiko Ichiguchi adopte le pseudonyme de Keiko Sakisaka et commence à publier ses shôjos, prépubliés chez bessatsu Shōjo Comic, pour le compte de Shogakukan. Parallèlement, elle rédige quelques récits pour la radio, et pour la revue Palet.
En 1993, elle s'installe à Bologne en Italie, et y crée des mangas publiés par Kappa Edizioni et, simultanément, par Kōdansha (à partir de 1997). Elle y épouse le dessinateur italien Andrea Venturi.
En 2003, par ailleurs, elle publie au Japon, chez Hakusuisha, un essai consacré à la ville de Florence.
L'année suivante, elle lance L'Hymne aux jeunes filles, une revue trimestrielle qui lui est consacrée, et dans laquelle elle publie quelques manga, notamment Peach !, et quelques études de sa composition sur le Japon et sa culture (sachant que la revue paraît en Italie).

## Publications

### Mangas

#### Sous le pseudonyme de Keiko Sakisaka
- Lucia, 1990.
- Otometachi no Sanka (Hymne aux jeunes filles), 1991.
- Me o Aketa Mamade (Avec les yeux ouverts), 1991.

#### Sous le nom de Keiko Ichiguchi
- America, 1997 (publié en France chez Kana).
- 1945, 1997, publié au Japon par Kōdansha, dans un livre qui regroupe à la fois cette histoire ainsi qu'America. Cette dernière donnera d'ailleurs son nom au titre de l'ouvrage. En version française, Kana a publié 1945 et America en deux volumes distincts. Résumé : Automne 1939 : la Seconde Guerre mondiale est déclarée. La "ligue des jeunes filles allemandes" et les "jeunesses hitlériennes" rassemblent de gré ou de force toute la jeunesse du Troisième Reich. Elen, par manque de motivation personnelle, et son frère Maximilian, par conviction politique, refusent de se joindre aux organisations nazies. La jeune fille revoit Alex, dont elle avait fait la connaissance quelques années auparavant. Difficile de s’aimer quand la guerre vous sépare ou vous oppose…
- Vue sur la cour, 1999.
- Deux, 2000.
- Blue, 2001.
- Peach !, depuis 2004.
- Là où la mer murmure, 2010, librement inspiré d'une histoire de Leonardo Valenti
- Memorie di Iris  2014, disponible uniquement en version originale.

### Autres
- Au-delà de la porte (livre de contes), en collaboration avec Andrea Baricordi, Massimiliano De Giovanni et Barbara Rossi, Kappa, 1997.
- Les mystères de Florence, Hakusuisha, 2003.
- Pourquoi les Japonais ont les yeux bridés, 2004.
- L'hymne aux jeunes filles, revue trimestrielle.